# Aconitum yamazakii
Aconitum yamazakii är en ranunkelväxtart som beskrevs av Michio Tamura och Namba. Aconitum yamazakii ingår i släktet stormhattar, och familjen ranunkelväxter. Inga underarter finns listade i Catalogue of Life.